# オデーサ州立フィルハーモニー
オデーサ州立フィルハーモニー（Одеська обласна філармонія、ダヴィド・オイストラフ記念、オデッサ州立フィルハーモニーとも）は、ウクライナのオデーサにあるコンサート機関。ソリスト、音楽団体、朗読ジャンルのアーティストなど所属アーティストの公演を企画・管理し、国内外の客演アーティストのコンサートを開催する。オデーサ州議会およびオデーサ州行政当局の管轄下にある国営の予算機関で、両者から補助金を受けている。

## 歴史
オデーサ州立フィルハーモニーは、文化の近代化と文化的生活の組織化を目指した複数の公共・準国家組織の後継として発展した。
1842年、I.テデスクの主導でオデーサ・フィルハーモニー協会が設立され、時折オーケストラコンサートを開催。1864年、P.ソカルスキーが音楽愛好家協会を共同設立し、コンサートを企画した。1870年、これらの団体が統合されオデーサ音楽協会となり、1886年に1884年設立のロシア帝国音楽協会オデーサ支部に吸収された。以後、定期的な交響楽集会が開催され、冬は1887年に再建された市立劇場（現：オデーサ国立オペラ・バレエ劇場）や1899年に新築された新取引所のホールで、夏は市立庭園やアレクサンドロフスキー公園（現：タラス・シェフチェンコ公園）で公演が行われた。
1894年、ロシア帝国初の市立オーケストラとしてオデーサ市立オーケストラが創設された。革命と内戦後の新経済政策（NEP）期、1924年/1925年に設立されたオデーサ・フィルハーモニー協会にオーケストラが移管。初コンサートでは、オデーサ出身で後に世界的に有名な指揮者ニコライ・マルコがオーケストラを率いてベートーヴェンの交響曲第9番を演奏し、翌年には現代音楽のプログラムを披露した。
1937年、国営のオデーサ州立フィルハーモニーが設立された（当初はハリコフ・フィルハーモニーの支部、後に独立）。交響楽団と旧新取引所の建物が引き継がれ、市および州内での巡業や商業コンサートの独占権を得た。同時に、クラシックやポピュラー音楽のプロのアーティストや団体に雇用を提供した。
ウクライナの独立（1991年）と市場経済への移行後、フィルハーモニーは独占的地位を失い、交響楽団はオデーサ国立フィルハーモニー管弦楽団として分離された。

### ロシアのウクライナ侵攻下
2025年1月31日20時頃、ロシアがオデーサに弾道ミサイル攻撃を行い、オデーサ州軍事行政長官によると、爆発によりオデーサ州立フィルハーモニーを含む複数の歴史的建造物の窓が破壊され、ファサードが損傷した。

## 現在の活動
フィルハーモニーのクリエイティブ集団は、声楽家、器楽奏者、音楽団体、朗読ジャンルのアーティスト、音楽学者で構成される。アーティストと編集者の協力により、創造的なプロジェクトや音楽教育プログラムが制作される。特に青少年の育成に重点を置き、音楽定期券や日曜日の子供向けコンサートを開催。オデーサ州の都市や村での巡業活動にも力を入れている。
フィルハーモニーはオデーサ国立フィルハーモニー管弦楽団（芸術監督兼首席指揮者：ホバート・アール）と協力し、リハーサルやコンサートのためのホールを提供。国内外の客演アーティストによる公演も幅広く行われる。近年、ウクライナ国立民俗楽器オーケストラ（V.グツァル指揮）、ソリストのN.ペトロフ、M.プレトニョフ、T.グリンデンコ、M.チャイコフスカ、D.マツーエフ、ドミトリー・バシキーロフ、オレクサンドル・セムチュク、ユ.コト、T.アニシモワ、B.ブロフ、V.トレチャコフ、P.ブルチュラゼ、朗読アーティストミハイロ・バカルチュクらが公演を行った。
フィルハーモニーは、ビーラ・アカーツィア、ドゥナイ春、二日と二晩の新音楽、オデーサ・ギター秋、オデーサ・ダイアローグ、リヒテル・フェスト、ダヴィド・オイストラフ記念日、E.ギレリス記念ピアニストコンクール、D.オイストラフ記念ヴァイオリニストコンクールなどの国際フェスティバルやコンクールの企画・運営に参加。2008年には「二日と二晩の新音楽」フェスティバルのコンサートが開催された。

## 建物
1937年以降、フィルハーモニーの管理事務所とコンサートホールは、旧新取引所の建物に置かれている。この建物は建築および歴史的記念物として公式に認められている。1899年にイタリア（ヴェネツィア）ゴシック様式とルネサンス様式の要素を組み合わせた設計（設計者：V.I.プロハスク、建築家：オレクサンドル・ベルナルダッツィ）で建設された。1,000席以上の大コンサートホールは、芸術的装飾と音響特性においてユニークとされる。
2023年12月、ユネスコ文化遺産保護委員会は、ウクライナの5つの文化遺産を一時的な強化保護下にある国際文化財リストに追加する決定を承認し、オデーサ州立フィルハーモニー（ダヴィド・オイストラフ記念）の建物が含まれた。

## ギャラリー

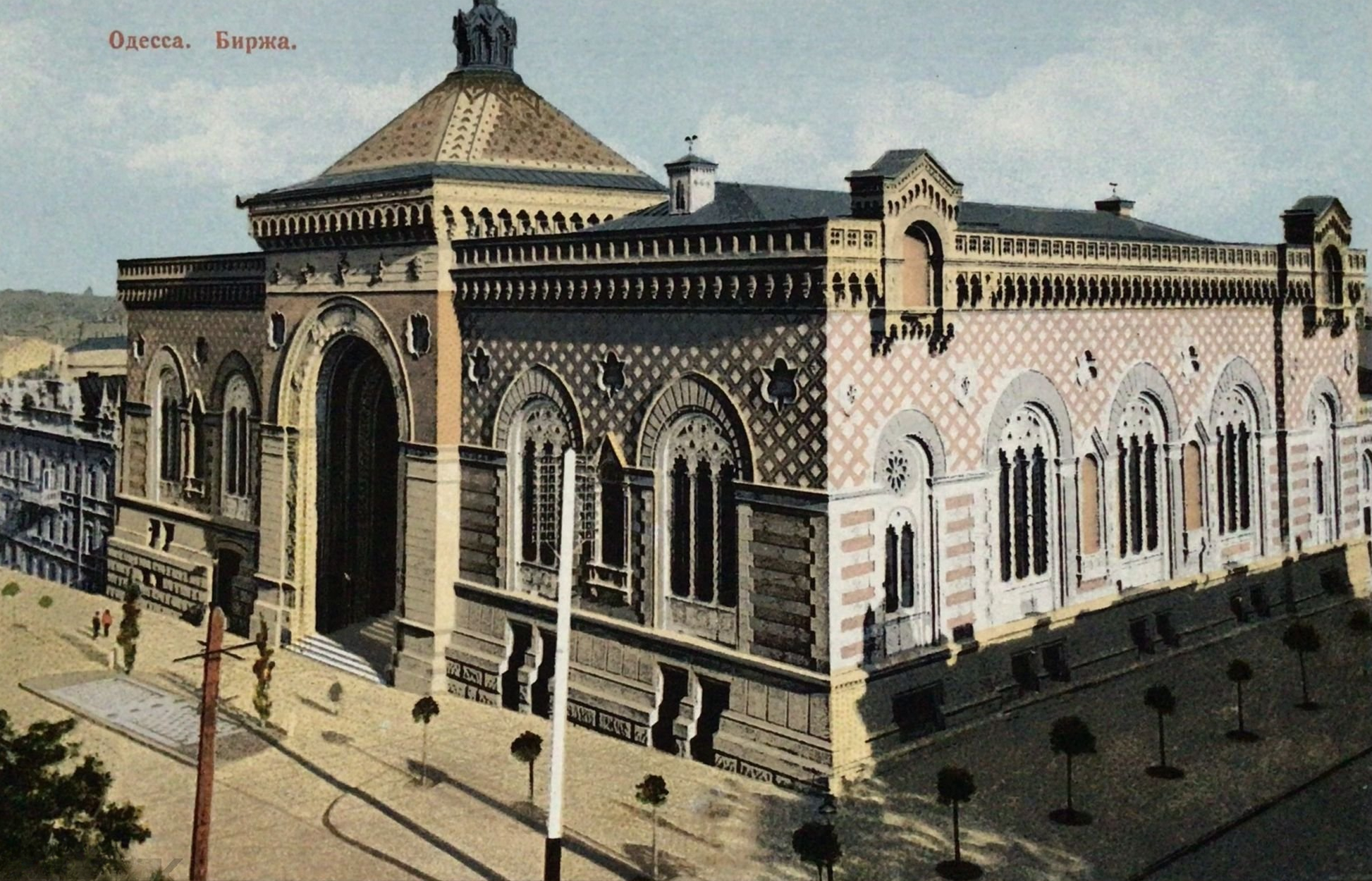
1900年
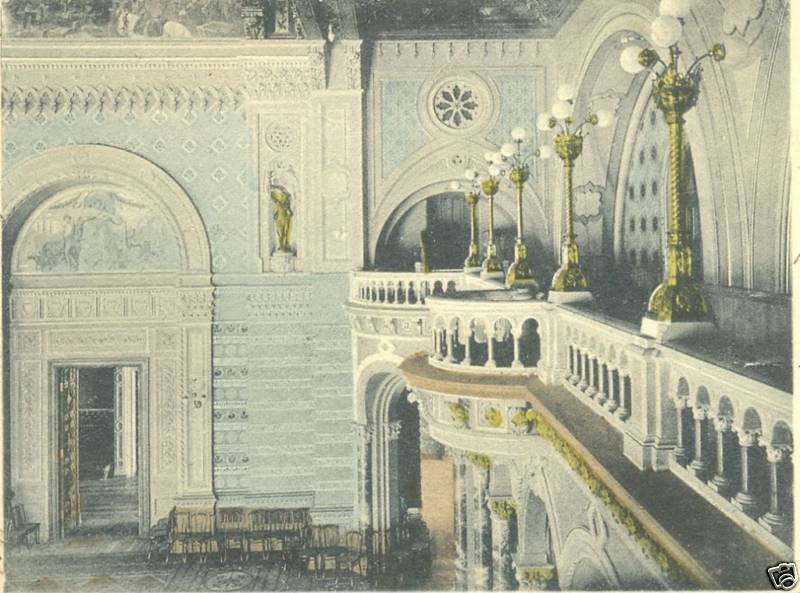
メイン・ホール
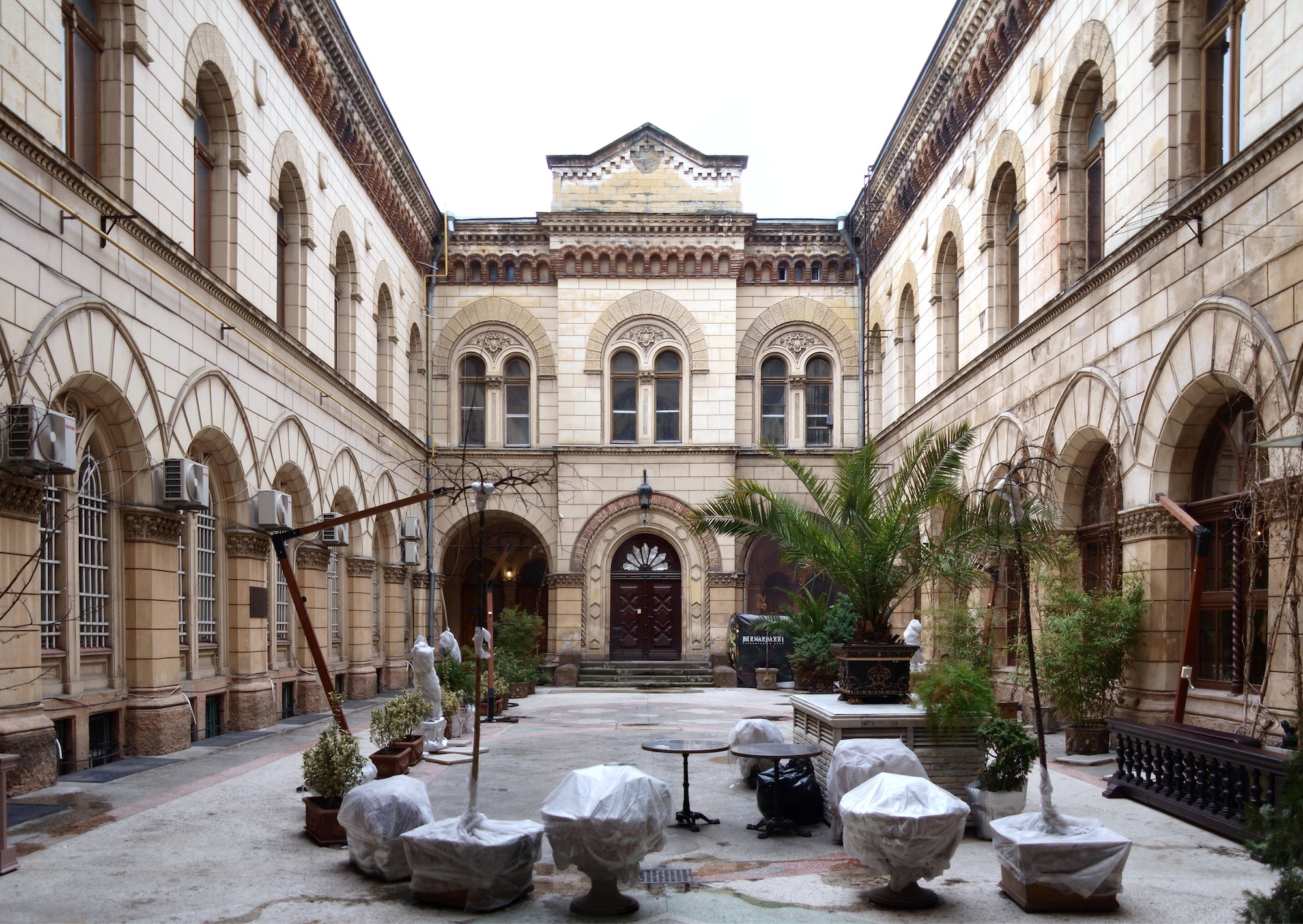
中庭
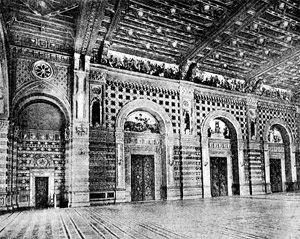
コンサートホール、1899年
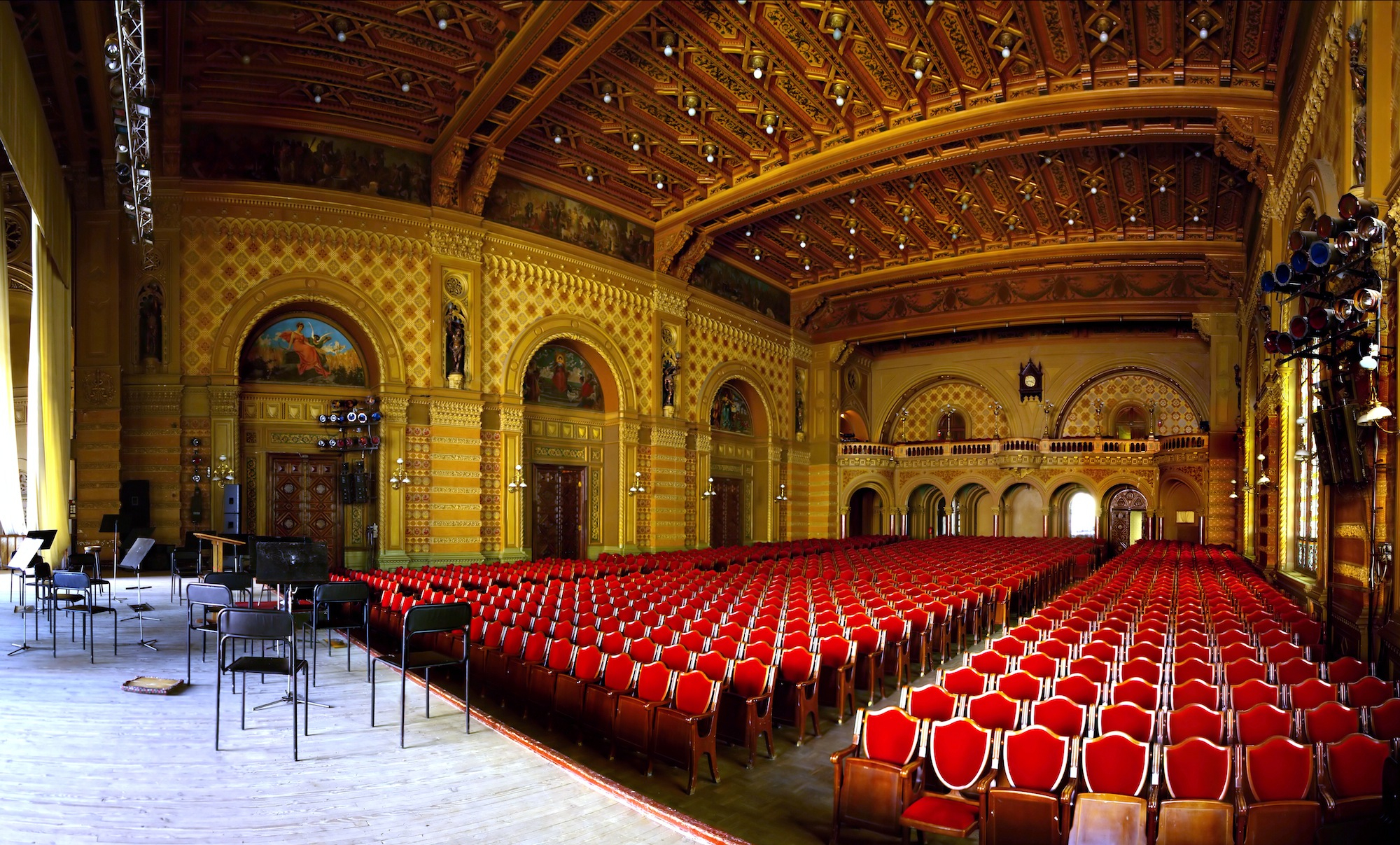
コンサートホール
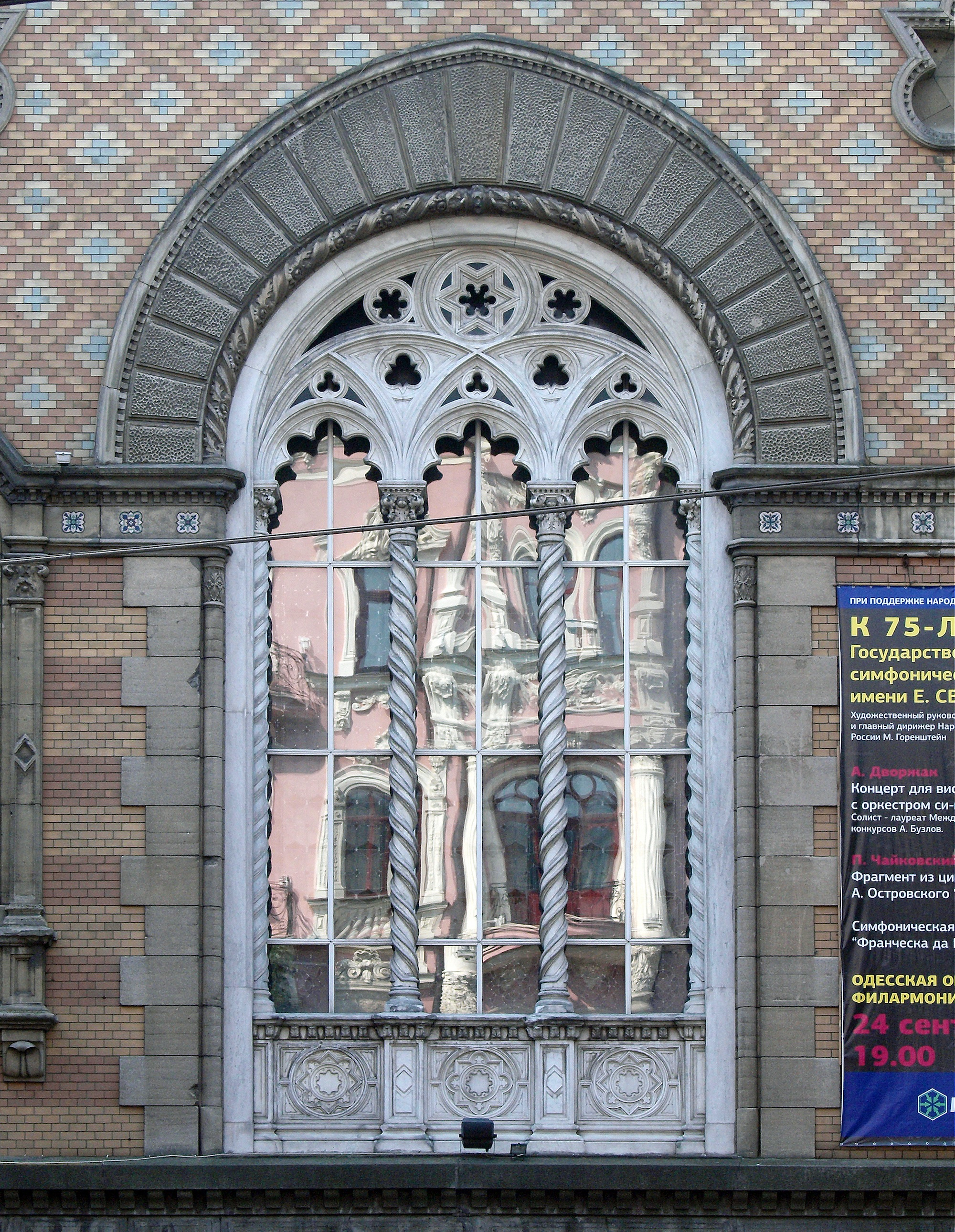
窓
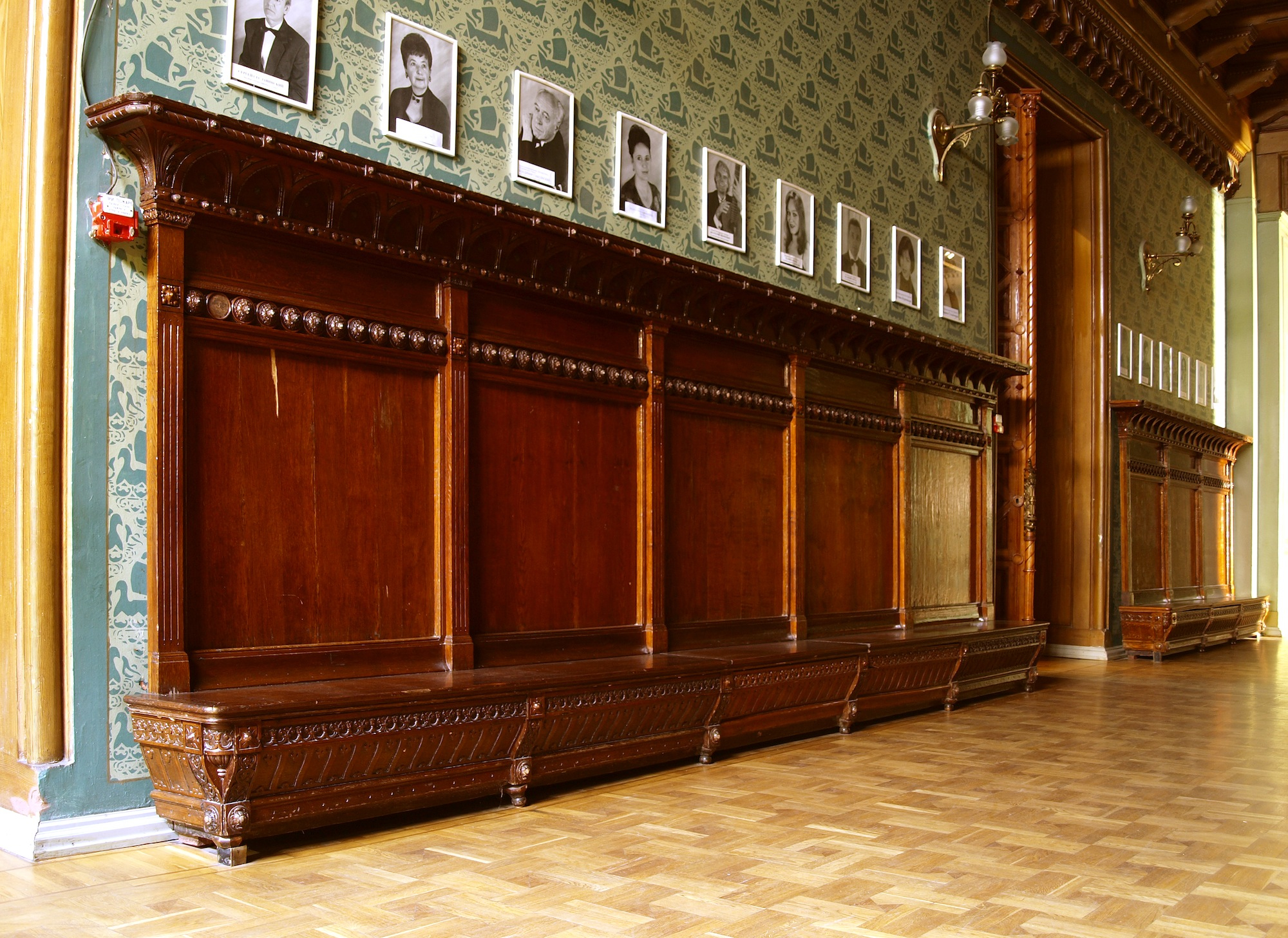
中央廊下